# Stolonica carnosa
Stolonica carnosa är en sjöpungsart som beskrevs av C.S. Millar 1963. Stolonica carnosa ingår i släktet Stolonica och familjen Styelidae. Inga underarter finns listade i Catalogue of Life.